# Olivier Tardy
Olivier Tardy (* 1973 in Clermont-Ferrand) ist ein französischer klassischer Musiker. Er war Chefdirigent der Brandenburger Symphoniker.

## Werdegang
Olivier Tardy studierte in Clermont-Ferrand und am Conservatoire national supérieur de musique et de danse de Paris. Nach Studienabschluss war er Mitglied der Orchester-Akademie der Berliner Philharmoniker. Ab 1996 spielte er als Soloflötist an der Bayerischen Staatsoper.
Zwischen 2005 und 2008 war Olivier Tardy Dirigent des Abaco-Orchesters, dem Sinfonieorchester der Ludwig-Maximilians-Universität München. An der Bayerischen Staatsoper leitete er als erster Dirigent ab 2007 das ATTACCA-Jugendorchester. Weiterhin leitete Tardy 2009 das Junge Festivalorchester der Richard-Strauss-Tage in Garmisch-Partenkirchen. In den Jahren 2011 und 2013 dirigierte das Bayerische Landesjugendorchester während der Sommerkonzerte und 2013 leitete er die Abschlusskonzerte des Deutschen Musikwettbewerbs.
Tardy arbeitete mit den Stuttgarter Philharmonikern, dem Münchner Rundfunkorchester, dem Orchestre Philharmonique de Nice und den Münchner Symphonikern. Weitere Engagements hatte er bei den Prager Philharmonikern, der Württembergischen Philharmonie Reutlingen, dem Presidential Symphony Orchestra in Ankara und dem Orchestre Lamoureux. Auch leitete er verschiedene Opernproduktionen der Bayerischen Staatsoper wie die Kammeroper Eight Songs for a Mad King von Maxwell Davis im Cuvilliés-Theater und hatte Projekte an der Kammeroper München.
In der ersten Hälfte der Konzertsaison 2020/21 war Olivier Tardy Chefdirigent der Brandenburger Symphoniker am Brandenburger Theater. Ab der zweiten Hälfte der Konzertsaison 2020/21 bis zum Ende der Konzertsaison 2022/23 war Olivier Tardy Erster Gastdirigent in Brandenburg an der Havel.